# Astrid Carolina Herrera
Astrid Carolina Herrera Irazábal (Yaracuy, Venezuela, 23 de junio de 1963) es una exreina de belleza, actriz, modelo y locutora venezolana, ganadora de los títulos Miss World Venezuela 1984 y Miss Mundo 1984.

## Biografía
Hija de Odelia Irazábal y David Herrera, nacida en Caracas, Distrito Capital, Herrera es la cuarta de seis hermanos: Odelia Eufrosina (1956), Manuel Antonio (1958), David Armando, Adriana Cecilia (1967) y Scarlett Nacarid (1972).

## Vida personal
Herrera se ha casado dos veces. En 1988 con el Militar Edgar Ignacio Padrón Godoy, del que se divorció en el 2001. En el 2002 se casó con el beisbolista venezolano Antonio "El Potro" Álvarez en la Alcaldía de Carrizal, estado Miranda. En 2005 puso fin a su matrimonio con el pelotero. En el 2014, cuando ya había cumplido los 50, nació su hija Miranda Carolina Herrera Irazábal. En el 2017 fue operada de un tumor en la hipófisis que resultó ser benigno.

## Carrera
Fue la tercera venezolana en ganar el concurso internacional Miss Mundo en el año 1984. Astrid ha ganado varios premios como actriz en Venezuela y México. Ha trabajado en telenovelas de Venevisión y de RCTV. Comenzó en la actuación con el personaje de Estefanía en la telenovela Mi amada Beatriz, donde representaba a una chica de sociedad que formaba parte de un grupo de amigos jóvenes rebeldes de clase media.
Posteriormente participa en la exitosa telenovela Abigaíl, en donde interpretó a una de las alumnas del internado en donde se desarrolló la trama de los primeros capítulos de la telenovela. Su primer protagónico lo realiza en la telenovela Alma mía junto a Carlos Montilla, en esta novela sustituye a la primera protagonista Nohely Arteaga, que abandona la novela al quedar embarazada; luego durante los próximos años participa en unitarios en RCTV y llega a protagonizar la telenovela La pasión de Teresa junto a Carlos Mata.
Posteriormente firma contrato con Marte Televisión y participa en pequeños unitarios, y en la telenovela Emperatriz, personificando a una de las tres nietas de Justo Corona, Endrina, personaje que demuestra mucho en pantalla; pero la gran oportunidad le llegaría al formar parte del elenco de la telenovela La loba herida protagonizada por Mariela Alcalá y Carlos Montilla, este supone un reto profesional para la bella actriz, pues el papel le exigía hacerse pasar por hombre dentro de la telenovela y por una bella gitana, aparte del personaje que en realidad representaba la actriz en la telenovela, el de una muchacha adinerada sedienta de venganza. Esta telenovela fue emitida con gran éxito en España por Tele 5.
Luego de esta novela Astrid se consolida como una gran actriz venezolana, realizando para Marte TV, Las dos Dianas junto a Carlos Mata y Lupita Ferrer, finalizando con Divina obsesión. Luego en 1993, efectúa en Venevisión en éxito dramático Morena Clara, donde compartió junto al galán Luis José Santander, el actor colombiano Alejandro Martínez y un destacado elenco siendo entre 1993 y 1994 una de las mejores historias en pantalla nacional e internacional. En 1995, la bella actriz decide probar suerte en el extranjero puesto que es conocida por sus anteriores trabajos efectúa El manantial, de Mariela Romero para la productora colombiana JES Televisión, se transmite por el Canal A de Colombia, su pareja protagónica fue Luis Mesa, allí fue Eva María Sandoval, otro triunfo dentro de la carrera de esta actriz; la prensa del momento la reconocía en más de un artículo para la época como: La reina de las telenovelas. Iniciando el milenio es nuevamente llamada por Venevisión para la historia de Leonardo Padrón Amantes de luna llena, en donde se transforma en La Perla, magistralmente escrito y muy bien llevado por esta magnífica actriz.
Dos años después para la extinta RCTV, dio vida a Altagracia Del Toro, aquella mujer que el pueblo entero la reconocía como La mujer de Judas. Al año siguiente regresa a Venevisión para reforzar la trama estelar de ese canal, Engañada donde la novel actriz Verónica Sneider compartía junto a los galanes del momento Jorge Aravena y Pablo Martí; para el 2004, regresa con una nueva actitud y con un cambio dentro de su look, siendo la perversa Raiza contafigura principal de Sabor a ti, exitosa telenovela prime time de la planta. En el 2007, Astrid Carolina vuelve al teatro después de una ausencia de 23 años de las tablas, formando parte del elenco de la pieza teatral Angustias de la mediana edad de Indira Páez dirigida por Sebastián Falco, esta obra fue un gran éxito.
En el año 2008 repite la mancuerna de trabajo junto a Sebastián Falco quien la dirige. En Pareja en regla comparte escena con Alejandro Corona, conjuntamente trabaja para la telenovela Arroz con leche. Después de un descanso de tres años regresa a la pantalla de Venevisión dentro de la trama de Martín Hahn, La viuda joven, dando vida a Ivana Humboldt de Calderón, una enigmática mujer castradora que lleva un nudo importante dentro de la vida de la Baronesa. En el 2011 participó como antagonista en la exitosa telenovela de Venevisión La viuda joven junto a Mariángel Ruiz y Luis Geronimo Abreu. Es considerada como un icono en la televisión venezolana. Uno de sus papeles más destacados fue el de Altagracia del Toro en la novela de RCTV La mujer de Judas.

## Filmografía

### Televisión
| Año       | Título                | Personaje                                          |
| --------- | --------------------- | -------------------------------------------------- |
| 1987-1988 | Mi amada Beatriz      | Estefanía                                          |
| 1988-1989 | Alma mía              | Alma Mía                                           |
| 1988-1989 | Abigaíl               | Amanda Riquelme                                    |
| 1989-1990 | La pasión de Teresa   | Teresa De Jesús Velasco                            |
| 1990-1991 | Emperatriz            | Endrina Lander Corona/Eugenia Sandoval             |
| 1992      | La loba herida        | Isabel Campos/Álvaro Castillo/Lucero Gitano        |
| 1992      | Las dos Dianas        | Jimena                                             |
| 1992-1993 | Divina obsesión       | Daniela Esposito                                   |
| 1994      | Morena Clara          | Clara Rosa Guzmán/Clara Rosa "Morena Clara" Andara |
| 1995-1996 | El manantial          | Eva María Sandoval                                 |
| 2000-2001 | Amantes de luna llena | Perla "La Perla" Mujica                            |
| 2001-2002 | Secreto de amor       | Yesenia Roldán                                     |
| 2002      | La mujer de Judas     | Altagracia del Toro                                |
| 2003      | Engañada              | Yolanda Ventura                                    |
| 2004-2005 | Sabor a ti            | Raiza Alarcón de Lombardi                          |
| 2007-2008 | Arroz con leche       | Abril Lefebvre                                     |
| 2011      | La viuda joven        | Ivana Humboldt de Calderón                         |